# スーパーバーコードウォーズ
スーパーバーコードウォーズ (Super Barcode Wars) は、1992年にバンダイから発売された電子ゲーム機。「LSIバーコードウォーズ」の発展型。
エポック社発売のバーコードバトラーの競合機で、バーコードバトラーが『月刊コロコロコミック』とタイアップしていたのに対し、本機は『コミックボンボン』とタイアップをし、メディアミックス漫画として「スーパーバーコードウォリアーズ」（大和海人、はやさかゆう）を連載していた。また、バーコードバトラー同様に一人プレイ用の追加カードソフトも多数発売された。

## 仕様
単3電池4本で動作する。本体上部にあるスリット「マルチスキャニングリーダー」にカードを通すことで戦闘データを生成する仕組みになっている。読み取り装置には、バーコード以外のカード状印刷物（名刺など）も読み取ることが出来る「マルチスキャニングシステム」という読取機構が採用されている。これにより、一つのバーコードから一つの能力値と決まっているバーコードバトラーと異なり、カードを通すスピードによって数値が変わったり、半分まで通したカードを戻すなどの変わったカードの通し方をしても数値が出る。ただし、実際に出る数値はいくつかの定められた一定の数値であるため、違うものを読み取っても同じ数値が出たり、逆に同じものを読み取っても能力が変わる場合もある。専用バーコードの場合はこの法則は当てはまらない。
専用バーコードの中には、バーコードの上からさらに特殊な黒色の塗料で塗りつぶし、一見すると黒一色にしか見えないが、実際にスキャンするとバーコードとして認識される「ブラックバーコード」と呼ばれるものもあり、後期の専用カードソフトなどに採用された。
能力はHP（生命力）、AP（攻撃力）、DR（守備率）、SR（命中率）の4つがある。HPはカードを行ったり、ディフェンスキーを押すことにより回復させることができ、数値が0になると負けとなる。DRとSRは0 - 100%（10%刻み）で表され、DRが100%ならダメージは受けず、SRが100%なら攻撃は外れない。また、DRとSRは戦闘中に上下する。
本体には、ゲームボード1枚、取り扱い説明書、テクニックガイドのほか、塩ビ人形コマ4体、専用カード62枚、白紙のブランクカードが付属する。人形とカードについては、ドラゴンボールZパッケージの場合はドラゴンボールのカードと人形、SDガンダム外伝 聖機兵物語パッケージの場合はSDガンダムのカードと人形が付属する。明星食品の即席麺「夜食亭」購入者向けの懸賞商品セットにはSDガンダム外伝パッケージの付属品に加え、さらに4枚の専用カードが付属した。
また、本体色がドラゴンボールZ版は白、SDガンダム版はグレー、明星食品版は青とパッケージにより異なっている。

## 画面
中央にある白黒の画面にゲーム内容が表示される。
プレイヤーインジケータ
現在参加しているプレイヤーを「A」、「B」、「C」、「D」で表示。最上段。
カード入力インジケータ
カードが入力可能な場合「IN→」と点灯。上段左上。
ウィナーインジケータ
誰かが勝者した場合に「WIN」と点灯。カード入力インジケータの真下。
マルチインジケータ
ゲーム1ではカードを入力した枚数、ゲーム2ではラウンド数、ゲーム3では数字で移動力を表示。上部中央。
レベルアップランプ
ゲーム3でプレイヤーがレベルアップした際に「LEVEL UP」と点灯。上段右上。
ゲームオーバーランプ
ゲームオーバーすると「GAME OVER」と点灯。レベルアップランプの真下。
ダメージインジケータ
ダメージを与えたり受けたりする時に「DAMAGE」と点灯。中央。
バトルイミテーション
戦闘中、点滅とともに効果音が出る。ダメージインジケータの真下。
HPインジケータ
現在の攻撃力と生命力を数字で交互に表示。中央の左右。
攻撃力ゲージ
攻撃したときの力加減を0からMAXの間におけるグラフで表示。HPインジケータの真下。
守備力インジケータ
DR表示の横に%で防御率を表示。下段の左右。
命中力インジケータ
SR表示の横に%で命中率を表示。守備力インジケータの真下。
チャージランプ
守備率、命中率、生命力が回復したときに「CHARGE」と点灯。下段中央。
ミスランプ
攻撃や回復が失敗したときや、カード入力をエラーした時に「MISS」と表示。チャージランプの真下。

## 操作方法
画面下に、電源スイッチ、音量をONとOFFから選択するスイッチ、ゲームモードを選択する「モードキー」がある。画面横にはそれぞれ、モードの決定、戦闘開始時に仕様する「バトルキー」、攻撃に使用する「オフェンスキー」、守備率、命中率、生命力の回復や、逃げる場合に使用する「ディフェンスキー」があり、左右とも一番上が「ディフェンスキー」、一番下が「オフェンスキー」、中央が「バトルキー」となっている。戦闘は下のキーで攻撃と上のキーで回復があり、中央のキーを押すことで戦闘が開始される。キーをタイミングよく押すことによってより大きなダメージや回復量を出したり、DRやSRを上下させたりすることが出来る。

## ゲームモード
スーパーバーコードウォーズには3種類のゲームモードが存在する。先行、後攻は自動的に決定される。
攻撃側は、オフェンスキーを押すことで攻撃力ゲージが動き始め、再度オフェンスキーを押すことで止める。攻撃メータを最大値で止めることに成功すると、相手の守備力と命中率を下げることができる。防御側は、ディフェンスキーを押すことでルーレットのようにHPインジケータが動き出すが、再度押すことで止まり、それにより出た数値の分だけ生命力、守備力、命中率の回復量が決まる。オフェンスキー、ディフェンスキーともども、ずっと押さなくても一定時間で勝手に止まるが、この場合MISSの確率が高い。

### ゲーム1
2人対戦用。マルチスキャニングシステムにより、このモードのみ付属品の専用カードは使用せず一般のバーコードや名刺等の様々な文字、数字、模様、カードダスなどを読み込むことで戦闘データに変換して対戦を行う。一般のバーコードは、入力したいバーコードを切り取り、付属している白紙のブランクカードや、白い厚紙をブランクカードの大きさに切り取ったものに端から約5mmの場所へバーコードの中央を合わせ貼りつけ使用する。
最初は一切の能力が設定されておらず、プレイヤーAが1～5枚のカードを入力してからプレイヤーBが同様に入力することで開始できる。6枚以上入力しようとしてもMISS扱いとなる。なお、読み込みは最初のみで、その後はボタン操作のみで勝負する。最初はプレイヤーAが先手でプレイヤーBが後手。1回ずつ先手と後手が入れ替わる。相手のHPを0にすれば勝利。両者同時に0になった場合は引分。このモードのみ途中での読み込みが無いため回復はDEFFENCEキー単体で行なう。

### ゲーム2
2人対戦用。専用カードや付属の専用カードを使用して、同じ基本能力値にてラウンド制限内で対戦するモード。ゲーム3ともども専用カード以外は使用不可能。ブランクカード2枚を除いた専用カードをよく切ってカードを3枚ずつ配り、残ったカードは裏向きで山にする。ゲーム開始前に、各プレイヤーは配られたカードを1度だけ、1枚から3枚選んで山に戻し、山から同じ枚数を引くことで取り替えることが可能。
最初から決まった能力が設定されている。先行のプレイヤーは3枚ある手持ちカードから1枚選び、1回に1枚入力する。ただし例外が1枚だけある。入力し終えたカードは山に戻し、新たに山から引いて常に手持ちのカードを3枚の状態にする。カードの種類により即座に自分の能力を上げるもの、即座に敵の能力を下げるもの、入力後に攻守どちらを行なうか選べるものがある。どちらが先手になるかは1ターンごとにランダム決定。相手のHPを0にすれば勝利。両者同時に0になった場合は引分。9ラウンド制であり、決着がつかない場合は残っているHPが多いプレイヤーが勝者となり、同じ場合は引き分けとなる。カード入力後の操作は専用カードの項を参照。

### ゲーム3
1～4人用。付属品の専用カードとボードを使う。最初は外周にあるスタートマスに自分のコマを置いてプレイヤーカード入力でランダム決定される移動力の分だけ前進できる。要するにすごろく形式のゲームであり、止まったマスに書かれているイベントをこなす。ただしゴールマスは存在しない。内周への入り込みを許すマスがあるが、ここに止まっても一定以上の能力を持ったうえで特定のアイテムカードを持っていなければ入り込めない。内周では外周より強い敵ばかりが存在し、その中でも最も強い敵がボスになる。ボスに勝てば優勝。敵に勝てば能力が少しずつ上がるが負ければ全てリセットされて初期値に戻ってしまう。なお、他のモードとは異なり自分と敵の両方が同時にHP0になった場合は負けと判定される。敵出現に際し逃げるという選択肢もあるが失敗すれば無防備なまま1回攻撃される危険を伴う。
外周では負けても元のマスにいられるが内周で負けた場合はスタートマスに戻らなければいけない。プレイ順序はA→B→C→Dで固定。ボード、専用カード、人形コマを使用して本格的なR.P.G.を行う、ボードゲームタイプのモード。

## 専用カード
ドラゴンボールZ版、SDガンダム外伝版それぞれの本体に付属の専用カードには以下の種類がある。

### ドラゴンボールZ
プレイヤーカード
Bモードでは能力は低いが何にでも使える普通のカード。Cモードでは自分の番で必ず最初に使うカード。
究極の修行カード
Bモード、Cモードいずれにおいても入力後即座に自分のAP,DR,SRを記載分回復する。Cモードにおいて内周への入り込みの条件となるカードはこの中にある。
キャラクターカード
Bモード、Cモードいずれにおいても入力後即座に敵のHP,DR,SRを記載分低下、もしくは自キャラクターのHP,AP,DR,SRを記載分増加させる。特にCモードでは敵のSRを0にさせれば絶対に攻撃してこないので重要。
敵出現カード
Bモードでは攻撃カードと同一。Cモードでは出現時に戦う(外周でのみ出現)。
人造人間カード
Bモードでは非常に強力な攻撃カード、Cモードでは内周でのみ出現する敵キャラカード。非常に能力が高く、敵出現カードと比較して飛び抜けて強い。
ブランクカード
表にオリジナルイラストを描くスペース、裏にバーコードを貼るスペースのある自作カード作成用のホワイトカード。

### SDガンダム外伝 聖機兵物語
プレイヤーカード
Bモードでは能力は低いが何にでも使える普通のカード。Cモードでは自分の番で必ず最初に使うカード。
アイテムカード
Bモード、Cモードいずれにおいても入力後即座に自分のHP,DR,SRを記載分回復する。Cモードにおいて内周への入り込みの条件となるカードはこの中にある。
味方キャラカード
Bモード、Cモードいずれにおいても入力後即座に敵のHP,DR,SRを記載分低下させる。特にCモードでは敵のSRを0にさせれば絶対に攻撃してこないので重要。
攻撃カード
Bモード、Cモードいずれにおいても入力後にATTACKを押せば記載分の攻撃力を追加しての攻撃、DEFFENCEを押せば記載分のDR,SRを回復する汎用性の高いカード。HPは記載があっても回復できない。
スペリオルドラゴン
1枚だけ存在する例外カードで攻撃力を2倍にできる。攻撃カード入力前に読み込むことはできない。
敵キャラカード
Bモードでは攻撃カードと同一。Cモードでは出現時に戦う(外周でのみ出現)。強さは弱いものではプレイヤー以下から強いものでは敵機兵にも匹敵するものまで様々。
味方機兵カード
Bモード、Cモードのいずれにおいても強力な攻撃カード。Cモードでは内周でのみ使える。
敵機兵カード
Bモードでは非常に強力な攻撃カード、Cモードでは内周でのみ出現する敵キャラカード。非常に能力が高く、弱いものでも敵キャラカード最強級。中でもボスは飛び抜けて強い。
ブランクカード
表にオリジナルイラストを描くスペース、裏にバーコードを貼るスペースのある自作カード作成用のホワイトカード。

## 追加カードソフト
ゲーム2、ゲーム3向けの追加カードが複数発売された。バーコードバトラーとの違いとして、単品販売されたゲームセットからくじ式販売カード、雑誌付録に至るまで、公式の追加カードは全て版権キャラクターを使用したものとなっている。

### バトルゲームセット
- スーパーバーコードウォーズ専用バトルゲームセット1 ドラゴンボールZ
- スーパーバーコードウォーズ専用バトルゲームセット2 スーパービックリマン
- スーパーバーコードウォーズ専用バトルゲームセット3 SDガンダム外伝 聖機兵物語Ⅲ もう一つの聖機兵
- スーパーバーコードウォーズ専用バトルゲームセット4 ゴジラ
- スーパーバーコードウォーズ専用バトルゲームセット5 ロックマン5 ブルースの罠!?
- スーパーバーコードウォーズ専用バトルゲームセット6 ストリートファイターII
- スーパーバーコードウォーズ専用バトルゲームセット7 ウルトラマン

### バトルセレクション21
- ドラゴンボールZ
- SDガンダム外伝 聖機兵物語

### スーパーバーコードウォーズ
- ウルトラマン倶楽部
- 仮面ライダーSD
- ロックマン

上記の他、バンダイのカード自販機カードダスや天田印刷加工の引きくじ販売式カード「PPカード」、食品のおまけなどでも専用カードの提供がなされた。
これら一般販売されたもの以外に、タイアップ誌の付録として配布された非売品カードも存在する。